# Grand Prix Júnior de Patinação Artística no Gelo no Canadá
O Grand Prix Júnior de Patinação Artística no Gelo no Canadá é uma competição internacional de patinação artística no gelo de nível júnior. A competição é organizada pela União Internacional de Patinação (ISU), e disputada no outono, em alguns anos, como parte do Grand Prix Júnior de Patinação Artística no Gelo.

## Edições
| Ano        | Edição               | Cidade sede          | Júnior               | Júnior               | Júnior               | Júnior               | Ref                  |
| Ano        | Edição               | Cidade sede          | M                    | F                    | P                    | D                    | Ref                  |
| ---------- | -------------------- | -------------------- | -------------------- | -------------------- | -------------------- | -------------------- | -------------------- |
| 1999       | 1.ª                  | Montreal             | •                    | •                    | •                    | •                    | [ 1 ]                |
| 2000– 2001 | Não houve competição | Não houve competição | Não houve competição | Não houve competição | Não houve competição | Não houve competição | Não houve competição |
| 2002       | 2.ª                  | Montreal             | •                    | •                    | •                    | •                    | [ 2 ]                |
| 2003– 2004 | Não houve competição | Não houve competição | Não houve competição | Não houve competição | Não houve competição | Não houve competição | Não houve competição |
| 2005       | 3.ª                  | Montreal             | •                    | •                    | •                    | •                    | [ 3 ]                |
| 2006– 2010 | Não houve competição | Não houve competição | Não houve competição | Não houve competição | Não houve competição | Não houve competição | Não houve competição |
| 2011       | Final                | Quebec               | •                    | •                    | •                    | •                    | [ 4 ]                |
| 2012– 2017 | Não houve competição | Não houve competição | Não houve competição | Não houve competição | Não houve competição | Não houve competição | Não houve competição |
| 2018       | 4.ª                  | Quebec               | •                    | •                    | •                    | •                    | [ 5 ] [ 6 ]          |
| 2018       | Final                | Vancouver            | •                    | •                    | •                    | •                    | [ 7 ]                |

Legenda
- Final do Grand Prix ISU Júnior

## Lista de medalhistas

### Individual masculino
| Evento                      | Ouro                         | Prata                             | Bronze                           |
| Montreal 1999 (detalhes)    | Soshi Tananka · Japão        | Ryan Bradley · Estados Unidos     | Kensuke Nakaniwa · Japão         |
| 2000–2001                   | Não houve competição         | Não houve competição              | Não houve competição             |
| Montreal 2002 (detalhes)    | Andrei Griazev · Rússia      | Evan Lysacek · Estados Unidos     | Jamal Othman · Suíça             |
| 2003–2004                   | Não houve competição         | Não houve competição              | Não houve competição             |
| Montreal 2005 (detalhes)    | Patrick Chan · Canadá        | Takahiko Kozuka · Japão           | Craig Ratterree · Estados Unidos |
| 2006–2010                   | Não houve competição         | Não houve competição              | Não houve competição             |
| Quebec City 2011 (detalhes) | Jason Brown · Estados Unidos | Yan Han · China                   | Joshua Farris · Estados Unidos   |
| 2012–2017                   | Não houve competição         | Não houve competição              | Não houve competição             |
| Richmond 2018 (detalhes)    | Petr Gumennik · Rússia       | Tomoki Hiwatashi · Estados Unidos | Adam Siao Him Fa · França        |

### Individual feminino
| Evento                      | Ouro                       | Prata                           | Bronze                          |
| Montreal 1999 (detalhes)    | Irina Nikolaeva · Rússia   | Naomi Nari Nam · Estados Unidos | Stacey Pensgen · Estados Unidos |
| 2000–2001                   | Não houve competição       | Não houve competição            | Não houve competição            |
| Montreal 2002 (detalhes)    | Miki Ando · Japão          | Louann Donovan · Estados Unidos | Cynthia Phaneuf · Canadá        |
| 2003–2004                   | Não houve competição       | Não houve competição            | Não houve competição            |
| Montreal 2005 (detalhes)    | Akiko Kitamura · Japão     | Megan Oster · Estados Unidos    | Laura Dutertre · França         |
| 2006–2010                   | Não houve competição       | Não houve competição            | Não houve competição            |
| Quebec City 2011 (detalhes) | Yulia Lipnitskaya · Rússia | Polina Shelepen · Rússia        | Polina Korobeynikova · Rússia   |
| 2012–2017                   | Não houve competição       | Não houve competição            | Não houve competição            |
| Richmond 2018 (detalhes)    | Anna Shcherbakova · Rússia | Anastasia Tarakanova · Rússia   | Rion Sumiyoshi · Japão          |

### Duplas
| Evento                      | Ouro                                            | Prata                                                | Bronze                                              |
| Montreal 1999 (detalhes)    | Chantel Poirier · Craig Buntin · Canadá         | Zhang Dan · Zhang Hao · China                        | Jaime O'Reilly · David Mollenkamp · Canadá          |
| 2000–2001                   | Não houve competição                            | Não houve competição                                 | Não houve competição                                |
| Montreal 2002 (detalhes)    | Ding Yang · Ren Zhongfei · China                | Tiffany Stiegler · Johnnie Stiegler · Estados Unidos | Jessica Dubé · Samuel Tetrault · Canadá             |
| 2003–2004                   | Não houve competição                            | Não houve competição                                 | Não houve competição                                |
| Montreal 2005 (detalhes)    | Valeria Simakova · Anton Tokarev · Rússia       | Ekaterina Sheremetieva · Mikhail Kuznetsov · Rússia  | Michelle Cronin · Brian Shales · Canadá             |
| 2006–2010                   | Não houve competição                            | Não houve competição                                 | Não houve competição                                |
| Quebec City 2011 (detalhes) | Sui Wenjing · Han Cong · China                  | Katherine Bobak · Ian Beharry · Canadá               | Britney Simpson · Matthew Blackmer · Estados Unidos |
| 2012–2017                   | Não houve competição                            | Não houve competição                                 | Não houve competição                                |
| Richmond 2018 (detalhes)    | Anastasia Mishina · Aleksandr Galiamov · Rússia | Apollinariia Panfilova · Dmitry Rylov · Rússia       | Daria Kvartalova · Alexei Sviatchenko · Rússia      |

### Dança no gelo
| Evento                      | Ouro                                             | Prata                                        | Bronze                                           |
| Montreal 1999 (detalhes)    | Tanith Belbin · Benjamin Agosto · Estados Unidos | Nelly Gouverst · Cedric Pernet · França      | Brenda Key · Ryan Smith · Canadá                 |
| 2000–2001                   | Não houve competição                             | Não houve competição                         | Não houve competição                             |
| Montreal 2002 (detalhes)    | Natalia Mikhailova · Arkadi Sergeev · Rússia     | Alessia Aureli · Andrea Vaturi · Itália      | Morgan Matthews · Maxim Zavozin · Estados Unidos |
| 2003–2004                   | Não houve competição                             | Não houve competição                         | Não houve competição                             |
| Montreal 2005 (detalhes)    | Tessa Virtue · Scott Moir · Canadá               | Ekaterina Bobrova · Dmitri Soloviev · Rússia | Mylène Lamoureux · Michael Mee · Canadá          |
| 2006–2010                   | Não houve competição                             | Não houve competição                         | Não houve competição                             |
| Quebec City 2011 (detalhes) | Victoria Sinitsina · Ruslan Zhiganshin · Rússia  | Anna Yanovskaya · Sergey Mozgov · Rússia     | Alexandra Stepanova · Ivan Bukin · Rússia        |
| 2012–2017                   | Não houve competição                             | Não houve competição                         | Não houve competição                             |
| Richmond 2018 (detalhes)    | Marjorie Lajoie · Zachary Lagha · Canadá         | Polina Ivanenko · Daniil Karpov · Rússia     | Ksenia Konkina · Alexander Vakhnov · Rússia      |